# Billy Beane
William Lamar Beane III, mais conhecido como Billy Beane (Orlando, 29 de março de 1962), é um dirigente e ex-basebolista estadunidense que atuava como outfielder. Atualmente, Beane trabalha como gerente geral do Oakland Athletics e consultor do AZ Alkmaar, time de futebol neerlandês.
Durante uma carreira profissional de apenas cinco anos, Beane atuou por New York Mets, Minnesota Twins, Detroit Tigers e Oakland Athletics. Neste último, após o término da temporada de 1989, abandonou a carreira profissional após sucessivos fracassos desde que foi selecionado nos drafts pelos Mets, uma vez que à época da escolha, era considerado pelos olheiros como uma futura estrela do beisebol pelas habilidades que demonstrara. Continuou nos A's após sua aposentadoria, assumindo no ano seguinte o cargo de olheiro, no qual permaneceu durante oito anos, quando se tornou o gerente geral da equipe.
Beane se tornou conhecido internacionalmente em 2011, quando foi interpretado no cinema por Brad Pitt no filme "Moneyball", filme que foi baseado no livro de Michael Lewis intitulado Moneyball: The Art of Winning an Unfair Game, que por sua vez é baseado na história da tentativa de Beane de criar um time competitivo para a temporada de 2002, apesar da situação financeira desfavorável do clube, usando uma sofisticada análise estatística dos jogadores.